# Oscar Albarado
Oscar Albarado est un boxeur américain né le 15 septembre 1948 à Pecos, Texas et mort le 17 février 2021.

## Carrière
Passé professionnel en 1966, il devient champion du monde des super-welters WBA & WBC le 4 juin 1974 après sa victoire par KO au 15e round contre le japonais Koichi Wajima. Albarado conserve ses titres face à Ryu Sorimachi puis perd aux points le combat revanche contre Wajima le 21 janvier 1975. Il met un terme à sa carrière en 1982 sur un bilan de 58 victoires, 13 défaites et 1 match nul.